# Beautiful World (嵐のアルバム)
『Beautiful World』（ビューティフル ワールド）は、日本の男性アイドルグループ・嵐の通算10枚目となるオリジナル・アルバム。2011年7月6日にジェイ・ストームから発売された。

## 解説
前作『僕の見ている風景』から約11か月を置いてのアルバム。前作同様、通常盤のみで発売された。2011年7月20日には韓国でも発売された。初回プレス仕様はスペシャルパッケージ・オリジナル歌詞ブックレット（48P）、通常仕様には歌詞ブックレット（32P）付き。31枚目の「To be free」から35枚目の「Lotus」までのシングル表題曲5曲、5人それぞれのソロ曲、アルバム新曲の全18曲が収録。なお、各シングルのカップリング曲は収録されていない。今作までのオリジナルアルバムの中でのシングル曲の収録数が最多の5曲となった。
アルバムの本格的な製作に入ったのは2011年3月からである。また、本作のコンセプトは「今、届けられるメッセージ」である。なお、「Beautiful World」というタイトルは櫻井翔が「東日本大震災を踏まえてアルバムを聞いてくれた人たちに待つ未来が『Beautiful World』でありますように」という願いを込めて、このタイトルを提案した。
本作のリード曲である「まだ見ぬ世界へ」にはPVが製作されており、2011年6月15日に発売された『ARASHI 10-11 TOUR "Scene"〜君と僕の見ている風景〜 DOME+』にPV、メイキング映像が収録されている。PV監督は、川村ケンスケ。また、アルバムのリード曲にPVが製作されるのは3作目のアルバム『How's it going?』の「Lucky Man」以来約8年ぶり。
本作を携えてのライブツアー「ARASHI LIVE TOUR "Beautiful World"」が2011年7月24日から9月4日までと2012年1月3日から1月15日まで開催された。
「遠くまで」は、日本航空の「嵐で、JALで、夏旅。」のCMソングとして起用された。また、日本航空のボーイング777-200型機にて、「ARASHI Beautiful World」の文字と機体後部にメンバー5人の顔が並んだ機体が運航されている。
なお、セブンネットにて、嵐のメンバーが新たに作詞・作曲した「エナジーソング〜絶好調超!!!!〜」を収録したセブンネット限定フェイスタオル付CD（セブンネットオリジナル盤）が、10月24日12時から予約が開始された。なお、このCDにはシングル曲が入っていない。
2020年2月7日より、通常盤収録曲のデジタル配信およびサブスクリプション配信が解禁された。
2021年7月16日より、セブンネットオリジナル盤収録曲が、2枚目のカップリング・ベスト『ウラ嵐BEST 2008-2011』に収録され、デジタル配信およびサブスクリプション配信が解禁された。

## チャート成績
2011年7月5日付のオリコンデイリーアルバムチャートで27.0万枚を記録し首位を獲得した。
2011年7月18日付のオリコン週間アルバムチャートで『いざッ、Now』から9作連続で初登場1位を獲得。初動売上は63.1万枚で前作から約10万枚の減少となったが2011年発売のアルバムで最高の初動売上となり、Mr.Childrenが2007年に達成して以来となる3作連続初動売上50万枚突破を達成した。
12月5日付のオリコン週間チャートで6.5万枚を売り上げて4位となり『ここにいたこと』（AKB48）を上回って2011年度年間暫定1位に浮上し、そのまま2011年度オリコン年間アルバムランキング1位を獲得。松任谷由実（1989年 - 1991年）以来となる3年連続オリコン年間1位となったが、年内での累計売上は100万枚に到達しなかったため1988年以来にアルバム年間首位作が100万枚を下回った。
2012年1月15日に日本レコード協会からミリオンを達成したと発表。前々作『All the BEST! 1999-2009』から3作連続でミリオン認定を受けた（ただし、オリコンの集計ではミリオンには届いていない）。

## 批評
『CDジャーナル』は、「メッセージ性もより強く感じるが、従来どおりに国内外の作家陣を起用したポップ・チューンの充実ぶりに感心。」と批評した。

## 収録曲

### 通常盤
1. Rock this [3:37]
作詞：100+、Rap詞：櫻井翔、作曲：Dele Ladimeji・Paul Boddy、編曲：吉岡たく
2. まだ見ぬ世界へ [4:06]
作詞：Soluna、Rap詞：櫻井翔、作曲：R.P.P.・iiiSAK、編曲：iiiSAK・吉岡たく
  - 本作のリードトラック

ライブDVD『ARASHI 10-11 TOUR "Scene"〜君と僕の見ている風景〜 DOME+』にミュージッククリップが収録されている。なお、このミュージッククリップは後に『5×20 All the BEST!! CLIPS 1999-2019』初回限定盤にも収録された。
3. Løve Rainbow [4:40]
  - 32ndシングル
4. always [4:02]
作詞：100+、作曲：Dyce Taylor・Andreas Johansson、編曲：youwhich
リード曲の候補だった[16]。
5. Shake it ! [3:36] - 松本潤
作詞・作曲：The仙台セピア、編曲：吉岡たく
嵐のメンバーがガヤをしている[17]。
6. 虹のカケラ〜no rain, no rainbow〜 [3:53]
作詞：Osami・Octobar、作曲：Carl Utbult・Chris Meyer・Taisho、編曲：石塚知生
7. Dear Snow [4:44]
  - 33rdシングル
8. Hung up on [3:54] - 大野智
作詞：伊織、Rap詞：櫻井翔、作曲・編曲：大島こうすけ
冒頭のラップ部分に櫻井翔が参加している。
9. Joy [3:54]
作詞：小川貴史・alt、Rap詞：櫻井翔、作曲：Duke Ashton・Sherrie Ashton、編曲：石塚知生
DVD『ARASHI 10-11 TOUR "Scene"〜君と僕の見ている風景〜 DOME+』初回限定盤特典映像『嵐の強化合宿 録る』にレコーディング映像が収録されている。
「Shake it !」同様、メンバーがガヤをしている[17]。
10. どこにでもある唄。 [5:31] - 二宮和也
作詞・作曲：二宮和也、編曲：ha-j・二宮和也
11. negai [4:07]
作詞：furaha、作曲：iiiSAK・Dyce Taylor、編曲：宮野幸子・iiiSAK
大野が振付を担当した。
12. Lotus [4:24]
  - 35thシングル
13. 「じゃなくて」 [3:42] - 相葉雅紀
作詞：伊織・Soluna、作曲・編曲：大島こうすけ
鉤括弧「」を含めてタイトルである[18]。
14. morning light [3:43]
作詞：UNITe・Soluna、作曲：Curly・Dr.Hardcastle、編曲：佐々木博史
15. To be free [3:43]
  - 31stシングル
16. このままもっと [4:43] - 櫻井翔
作詞・作曲：100+、Rap詞：櫻井翔、編曲：Hisashi Nawata
17. 果てない空 [4:26]
  - 34thシングル
18. 遠くまで [4:37]
作詞：小川貴史、作曲：Erik Lidbom・Dyce Taylor、編曲：佐々木博史
  - 嵐出演 日本航空「嵐で、JALで、夏旅。」CMソング[19]

もともとのタイトルは「To The Stars」[20]。
ベースに人時（黒夢）が参加している[17]。

### セブンネットオリジナル盤
1. Rock this
2. まだ見ぬ世界へ
3. always
4. Shake it! - 松本潤
5. 虹のカケラ〜no rain, no rainbow〜
6. Hung up on - 大野智
7. Joy
8. どこにでもある唄。- 二宮和也
9. negai
10. 「じゃなくて」- 相葉雅紀
11. morning light
12. このままもっと - 櫻井翔
13. 遠くまで
14. エナジーソング〜絶好調超!!!!〜 [3:47]
作詞：嵐、Rap詞：櫻井翔、作曲：二宮和也、編曲：ha-j・二宮和也
6thベスト・アルバム『ウラ嵐BEST 2008-2011』にも収録された。

## 映像作品
Rock this
- ARASHI LIVE TOUR Beautiful World

まだ見ぬ世界へ
- ARASHI 10-11 TOUR "Scene"〜君と僕の見ている風景〜 DOME+（PV映像）
- ARASHI LIVE TOUR Beautiful World
- 5×20 All the BEST!! CLIPS 1999-2019（初回限定盤）（PV映像）

always
- ARASHI LIVE TOUR Beautiful World

Shake it!
- ARASHI LIVE TOUR Beautiful World
- ARASHI アラフェス NATIONAL STADIUM 2012
- ARASHI アラフェス'13 NATIONAL STADIUM 2013
- ARASHI LIVE TOUR 2016-2017 Are You Happy?（初回限定盤）
- アラフェス2020 at 国立競技場

虹のカケラ 〜no rain, no rainbow〜
- ARASHI LIVE TOUR Beautiful World

Hung up on
- ARASHI LIVE TOUR Beautiful World

どこにでもある唄。
- ARASHI LIVE TOUR Beautiful World

「じゃなくて」
- ARASHI LIVE TOUR Beautiful World
- ARASHI BLAST in Miyagi

morning light
- ARASHI LIVE TOUR Beautiful World

このままもっと
- ARASHI LIVE TOUR Beautiful World

遠くまで
- ARASHI LIVE TOUR Beautiful World
- ARASHI Live Tour 2013 “LOVE”

エナジーソング〜絶好調超!!!!〜
- ARASHI アラフェス NATIONAL STADIUM 2012
- ARASHI LIVE TOUR Popcorn
- ARASHI アラフェス'13 NATIONAL STADIUM 2013
- ARASHI Live Tour 2013 “LOVE”
- ARASHI BLAST in Hawaii
- ARASHI BLAST in Miyagi
- ARASHI LIVE TOUR 2016-2017 Are You Happy?
- ARASHI Anniversary Tour 5×20
- アラフェス2020 at 国立競技場
- This is 嵐 LIVE 2020.12.31